# Kadduszi
Kadduszi ( 𒊩𒃰𒁺𒅆 hettita fGAD/kad/kat-du-ši, normalizált alakban kadduši) I. Hattuszilisz hettita király felesége, a Hettita Birodalom királynéja. Hattuszilisz egyetlen ismert felesége, így vélhetően Hattuszilisz minden ismert és feltételezhető gyermekének anyja. Neve egyetlen dokumentumban maradt fenn, a CTH#661-ben, a hettita királylistában (Bo 499-es töredék), ami egy áldozati jegyzék a királyi családtagokról.
A CTH#6, I. Hattuszilisz politikai végrendelete Labarnaszról szólva annak anyját csak „a kígyó” jelzővel illeti, és fiával együtt a hettiták gyilkosainak nevezi. Az ismert adatok nagyon sok alternatív értelmezésre adnak módot Kadduszi személyét illetően. Lehetett második feleség „a kígyó” eltávolítása után. Éppígy lehet ő maga „a kígyó”, bár ennek ellentmond az áldozati jegyzéken szereplése. Mégis van olyan feltevés, miszerint Hasztajarasz lett volna Hattuszilisz második felesége (akit általában a leányának tartanak), és Kadduszi volt a korábbi, eltaszított feleség. Ez esetben Labarnasz és a már korábban kitagadott Huccijasz, valamint Harapszilisz voltak az ő gyermekei, míg Murszilisz, aki végül örökölte a trónt, Hasztajarasz és Hattuszilisz fia. Labarnasz sem biztosan Hattuszilisz fia, lehetett az unokaöccse is, ekkor Hattuszilisz leánytestvérére utalhat „a kígyó” jelző.
Kadduszi személye és sorsa az adatok hiányában egyelőre ismeretlen.

## Lásd még
- hettita királyok családfája
- hettita királynék listája